# سولفامید
سولفامید (به انگلیسی: Sulfamide) با فرمول شیمیایی H۴N۲O۲S یک ترکیب شیمیایی با شناسه پاب‌کم ۸۲۲۶۷ است. که جرم مولی آن 96.11 g/mol می‌باشد. شکل ظاهری این ترکیب، دستگاه بلوری راست‌لوزی سفید است.
کشف آرسنو فنامین، به‌وسیله ارلیخ، و به کار بردن آن در درمان سیفلیس نخستین گامی بود که درین راه برداشته شد. آرسنو فنامین که یک ترکیب آلی آرسنیکی است، اسپیروکت سیفلیس راکه به‌نام ترپونماپالیدوم خوانده می‌شود. در بدن از میان می‌رود.
اثر سولفونامیدها بر روی میکرب‌ها بیشتر اثر متوقف کننده رشد میکرب است. که مانع رشد و افزایش میکرب‌ها می‌شود و اثر کشنده میکرب (باکتری سید) ندارد. این اثر سولفامیدها روی میکرب‌ها در اثر دخالت در متابولیسم آنهاست.
سولفامیدها
پل ارلیش زیست‌شناسی و پزشک آلمانی با همکار یاتاژاپنی موفق به ساختن داروی بزرگی به‌نام سال وارسان Salvarsan گردید و ازینرو جایزه نوبل گرفت.
ارلیش و دو نفر از همکارانش
۱) مورگن روت
۲) لوی به آزمایش یکی از فرآورده‌هائی به نام ارپتوشین Orptochine برای درمان عفونت‌های پنوموکوکی پرداختند.
فر بکار بردن رنگ کننده‌ها به مثابه میکروب کش بکار افتاده بود و زودتر از فکر استفاده از کپک‌ها روشن و عملی گشت ولی باید پذیرفت که مانند مورد پنی‌سیلین، بدست آمدن نتیجه نهائی به‌طول انجامید. در واقع در پی تحقیقات قرن نوزدهم صورت گرفت و در ثلث اول قرن بیستم به نتیجه مطلوب رسید.
میان سال‌های ۱۹۰۴ تا ۱۹۰۷ ارلیش به تحقیق دربارهٔ یک ماده رنگ کننده دارای کارکرد آزوئیک (N=N) می‌پردازد. به نام آزو Azo این کارکرد همچنین در کریزوایدین که در ۱۹۱۳ آیزنبرگ آن را به ثبوت رسانیده بود یافت می‌شود و دارای خاصیت باکتری‌کشی است. در ۱۹۳۵ گرهارد دومارگ تحت عنوان (درمان شیمیائی عفونت‌های باکتری) اعلام کرد که رنگ کننده آزو (پرنتوزیل) قادر به جلوگیری از مرگ حتمی موش مبتلا به عفونت استرپتوکوکسی می‌باشد. همراه با دومارگ، کلرروس و شوسی ثابت کردند که پرونتوزیل پاره‌ای از عفونت‌های مورد ابتلای انسان را درمان می‌کند و قطعاً نخستین آنتی‌بیوتیک شناخته شده می‌باشد.
دومارگ پس از تحقیق دربارهٔ چندین رنگ، دخترش را که مبتلا به استرپتوکوکسی وحشتناک بود، شفا بخشید. داوری بکار رفته جسمی گوگردی و دارای کارکرد آزوئیک خاصی بود که چهارتن پژوهشگر انستیتوپاستور پاریس، یا داشتی کم و بیش انقلابی در صورت جلسه انجمن زیست‌شناسی تحت عنوان انواع فعالیت آمینوفینل سولفامید در عفونت‌های استرپتوکوکسی تجربی روی موش و خوکچه هندی منتشر کردند، مبنی بر اینکه در پرونتوزیل حضور یک کارکرد سولفامید است که این فرآورده خاصیت آنتی بیوتیک می‌دهد. پس از بررسی‌ها و اقدامات متهورانه پژوهشگران سولفامیدها به‌عنوان ارشد آنتی بیوتیک‌ها، هنوز هم در خدمت بیماران در نبرد روزمره با عفونت‌ها هستند.
سولفامیدها بزرگترین ثمربخشی را در درمان اداری و گوارشی انجام می‌دهند